# Бодяга річкова
Бодя́га річкова́ (Ephydatia fluviatilis) — вид звичайних губок з родини Бодягові.

## Таксономія
Вид описаний у праці Linnaeus, C. (1759). Systema naturæ per regna tria naturæ, secundum classes, ordines, genera, species, cum characteribus, differentiis, synonymis, locis. Tomus II. Editio decima, reformata. — pp. [1-4], 825—1384. Holmiæ. (L. Salvii).
Синоніми:
- Spongia fluviatilis Linnaeus, 1759[1]
- Clypeatula cooperensis Peterson & Addis, 2000
- Ephydatia fluviatilis chui Gee, 1926
- Ephydatia fluviatilis hastifera Rezvoj, 1930
- Ephydatia fluviatilis himalayensis Annandale, 1910
- Ephydatia fluviatilis intha Annandale, 1918
- Ephydatia fluviatilis teberdana Rezvoj, 1928
- Ephydatia goriaevii Swartschewsky, 1901
- Meyenia fluviatilis (Linnaeus, 1759)
- Meyenia fluviatilis var. angustibirotulata Carter, 1885
- Meyenia fluviatilis var. gracilis Carter, 1885
- Meyenia mexicana Potts, 1885
- Spongilla fluviatilis (Linnaeus, 1759)
- Spongilla sceptrifera Bowerbank, 1874
- Spongilla stagnalis Dawson, 1878

Підвид:
- Ephydatia fluviatilis capensis Kirkpatrick, 1907[3] — Південна Африка, Танзанія.

## Поширення та чисельність
Ареал охоплює помірний пояс Євразії, Північну Америку, Південну Африку, Японію та Південну Азію, Австралію.
В Україні зустрічається локально по всій території в усіх основних річкових басейнах.

## Морфологічні ознаки
Губка гілляста, також існує у вигляді масивних кірок на занурених у воду предметах. Колір колоній, на які впродовж росту потрапляло світло, блідо-зелений. Колонії, які перебували в затінку, мають брудно-білий або сірий колір.
Макросклери переважно гладенькі, до них приєднуються слабко шипуваті спікули. Амфідиски мають овальну форму, зі стрижнем довшим, ніж діаметр диска. Пластинка диска розсічена по краях на 20 та більше зубців.

## Особливості біології
Прісноводний вид. Місцем перебування є руслові ділянки річок зі слабкою течією та відносно чистою водою. Мешкає на глибині 0,62-0,8 м. Колонії виду приурочені до певних типів занурених предметів, наприклад, корчів або бетонних конструкцій, утворюють нарости на водних рослинах. Бодяга річкова — біофільтратор, живеться мікроорганізмами та рештками органічних речовин.
Особини роздільностатеві, запліднення внутрішнє. Розмноження триває з березня по червень. Личинка полишає тіло матері й кілька годин (рідше 1-2 доби) плаває у воді, після чого, прикріпившись до водного субстрату, розвивається в дорослу губку. Вид має здатність до регенерації. Нестатеве розмноження відбувається за допомогою гемул, які зимують на дні водойм.

## Заходи охорони
Причинами зміни чисельності виду є погіршення стану біотопів внаслідок руйнування річкових долин, евтрофікації річок.
Вид занесений до Червоної книги Харківської області зі статусом «вразливий».